# Marina Aitowa
Marina Alexandrowna Aitowa, geb. Korschowa (russisch Марина Александровна Аитова (Коржова), engl. Transkription Marina Aleksandrovna Aitova (Korzhova); * 13. September 1982 in Karaganda, Kasachische SSR, UdSSR) ist eine ehemalige kasachische Leichtathletin, die sich auf den Hochsprung spezialisiert hat. 

## Sportliche Laufbahn
Erste internationale Erfahrungen sammelte Marina Aitowa im Jahr 1999, als sie bei den Jugendweltmeisterschaften in Bydgoszcz mit einer Höhe von 1,79 m den vierten Platz belegte, wie auch bei den anschließenden Juniorenasienmeisterschaften in Singapur mit 1,79 m. Daraufhin gewann sie bei den Zentralasienspielen in Bischkek mit übersprungenen 1,83 m die Silbermedaille hinter ihrer Landsfrau Swetlana Salewskaja gewann. Im Jahr darauf gewann sie bei den Asienmeisterschaften in Jakarta mit 1,83 m die Silbermedaille hinter der Inderin Bobby Aloysius und erreichte anschließend bei den Juniorenweltmeisterschaften in Santiago de Chile mit 1,80 m Rang neun. 2001 wurde sie bei den Ostasienspielen in Osaka mit 1,80 m, ehe sie bei den Juniorenasienmeisterschaften in Bandar Seri Begawan mit einer Höhe von 1,85 m die Goldmedaille gewann. Daraufhin nahm sie an der Sommer-Universiade in Peking teil, schied dort aber mit 1,80 m in der Qualifikation aus. Im Jahr darauf gewann sie bei den Asienmeisterschaften in Colombo mit 1,84 m die Bronzemedaille hinter der Kirgisin Tatjana Jefimenko und der Inderin Aloysius. Anschließend nahm sie an den Asienspielen in Busan teil und gewann dort mit 1,88 m die Silbermedaille hinter Jefimenko. 
2003 schied sie bei den Hallenweltmeisterschaften in Birmingham mit 1,87 m in der Qualifikation aus, wie auch bei den Weltmeisterschaften in Paris/Saint-Denis mit 1,80 m. Anschließend siegte sie bei den Zentralasienspielen in Duschanbe mit einem Sprung über 1,89 m und gewann auch bei den Afro-Asiatischen Spielen in Hyderabad mit 1,88 m die Goldmedaille. Im Jahr darauf qualifizierte sie sich erstmals für die Teilnahme an den Olympischen Spielen in Athen, verpasste dort aber mit 1,85 m den Finaleinzug. 2006 siegte sie bei den Hallenasienmeisterschaften in Pattaya mit einer Höhe von 1,93 m und wurde beim IAAF World Cup in Athen mit 1,94 m Dritte hinter der Russin Jelena Slessarenko und Tia Hellebaut aus Belgien. Im Oktober nahm sie erneut an den Asienspielen in Doha teil und siegte dort mit übersprungenen 1,93 m.
2007 siegte sie bei der Sommer-Universiade in Bangkok mit 1,92 m und wurde anschließend bei den Weltmeisterschaften in Osaka mit 1,94 m im Finale Siebte. Im Jahr darauf belegte sie bei den Hallenweltmeisterschaften in Valencia mit 1,95 m den fünften Platz und nahm im August ein weiteres Mal an den Olympischen Spielen in Peking teil, bei denen sie sich mit 1,93 m im Finale auf dem siebten Platz klassierte. 2009 stellte sie in Athen mit 1,99 m einen neuen Asienrekord auf und schied anschließend bei den Weltmeisterschaften in Berlin mit 1,92 m in der Qualifikation aus. 2010 siegte sie erneut bei den Hallenasienmeisterschaften in Teheran mit einer Höhe von 1,93 m und wurde anschließend bei den Hallenweltmeisterschaften in Doha mit 1,91 m Siebte.
2011 gewann sie bei den Asienmeisterschaften in Kōbe mit 1,89 m die Bronzemedaille hinter der Chinesin Zheng Xingjuan und Svetlana Radzivil aus Usbekistan. Anschließend scheiterte sie bei den Weltmeisterschaften in Daegu mit 1,89 m in der Qualifikation. Im Jahr darauf schied sie bei den Hallenweltmeisterschaften in Istanbul mit 1,83 m in der Vorrunde aus und nahm im August zum dritten Mal an den Olympischen Spielen in London teil, schied dort aber ohne eine überquerte Höhe in der ersten Runde aus. 2013 gewann sie bei den Asienmeisterschaften in Pune mit 1,88 m erneut die Bronzemedaille, diesmal hinter den Usbekinnen Nadiya Dusanova und Svetlana Radzivil, ehe sie bei den Weltmeisterschaften in Moskau mit 1,83 m in der Qualifikation ausschied. Im Jahr darauf wurde sie bei den Asienspielen in Incheon mit übersprungenen 1,85 m Vierte und beendete dann 2015 in Almaty im Alter von 32 Jahren ihre Karriere als Leichtathletin.
In den Jahren 1999 und 2000, von 2003 bis 2004 sowie 2011 und 2015 wurde Aitowa kasachische Meisterin im Hochsprung im Freien sowie 2004 und 2006 auch in der Halle.

## Persönliche Bestleistungen
- Hochsprung: 1,99 m, 13. Juli 2009 in Athen
  - Hochsprung (Halle): 1,96 m, 30. Januar 2008 in Cottbus